# 警察广场1号
警察广场1号（英語：One Police Plaza）是美國纽约市警察局的总部。大楼位于曼哈顿公园街，靠近纽约市政厅和布鲁克林大桥。其周围是公园街，珍珠街和警察广场。警察广场1号取代了中央街240号的旧警察总部。

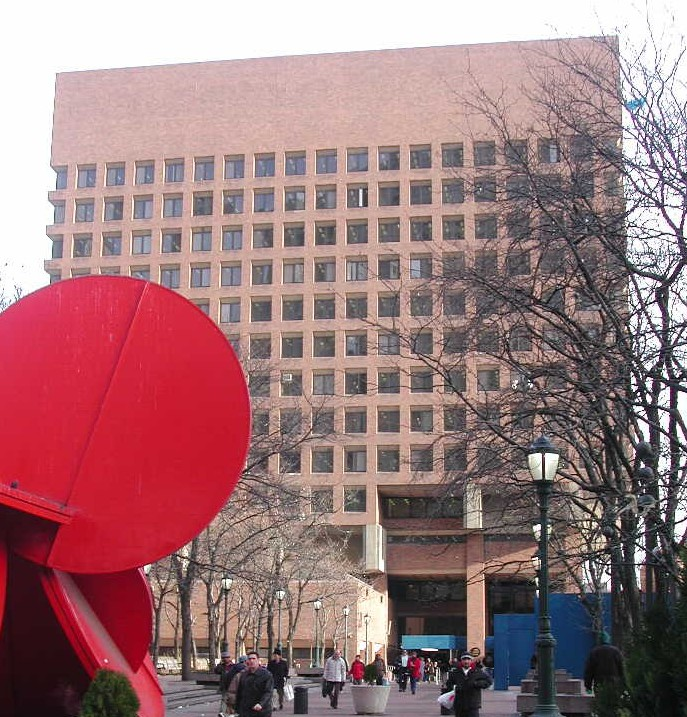

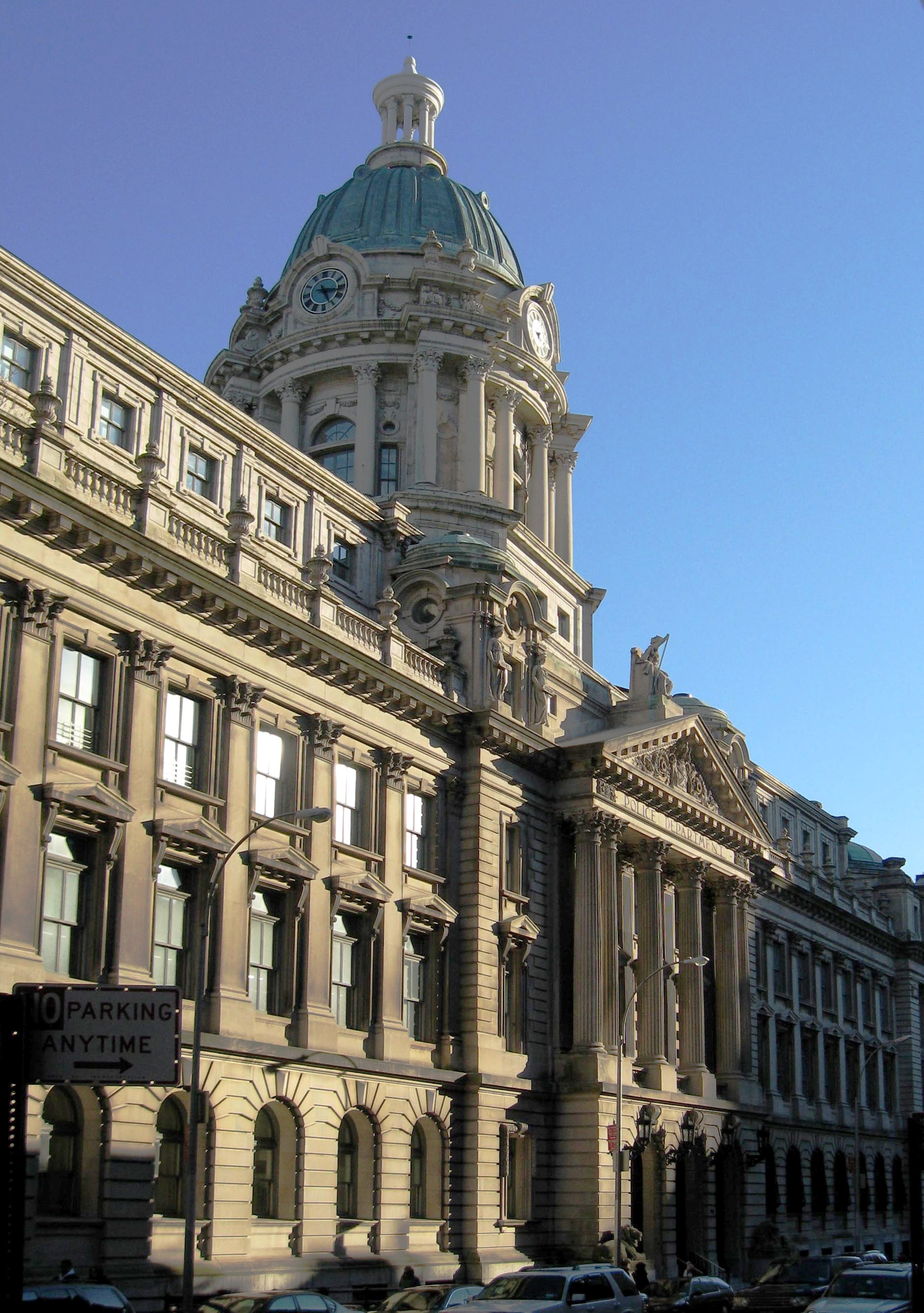

警察广场1号如同像波士顿市政厅，平面上設計成矩形，高13层，设计于1973年。
驻楼内新闻机构包括美联社、《纽约每日新闻》、《纽约邮报》、《纽约时报》等。